# Военна академия на Република Беларус
Военната академия на Република Беларус (на беларуски: Ваенная акадэмія Рэспублікі Беларусь) е военно висше училище в град Минск, Беларус.
То е главно учреждение на образователната система за подготовка, преквалификация и последващо обучение на военен персонал.

## История
Училището е създадено в съответствие с Указ на президента на Република Беларус № 192 от 17 май 1995 година на мястото на 2 училища – Минското висше военно инженерно училище (МВВИУ) и Минското висше военно командно училище (МВВКУ).